# Switchblade Symphony
Switchblade Symphony foi uma banda de São Francisco, Califórnia, formada no ano de 1989 pela compositora e tecladista Susan Wallace e a vocalista Tina Root. A música da banda combinava sons orquestrais com sequências eletrónicas pesadas e vocais etéreos, o que resultava num som muito original entre música clássica, eletrônica e rock gótico. Esta originalidade da banda deixou um fato marcante na história da música gótica.
Ao longo da carreira, a banda teve dois guitarristas, primeiro Robin Jacobs e depois George Earth, e também 2 bateristas, primeiro Eric Gebow e no final Scott van Shoick.  
Depois de anos tocando no submundo de São Francisco e distribuíndo cassetes independentes, eles finalmente fizeram um contrato com a Cleopatra Records e gravaram o álbum Serpentine Gallery no ano de 1995, com a forte participação do guitarrista Robin Jacobs.
Este álbum tem músicas que fizeram parte dos lançamentos independentes, como os EP Fable e Elegy e uma de suas músicas mais interessantes é Mine Eyes que tem um canto gregoriano acompanhado de  bateria 'pesada'.
No ano de 1996 ocorreu uma tour, no qual a banda (Switchblade Symphony) foi acompanhada por outras como Christian Death e Big Electric Cat. Pouco a pouco, eles começaram a ser notados pela mídia alternativa dentro das melhores bandas de "Dark Eletronic" dos anos 1990.
Em 1997, eles lançaram um EP, Scrapbook, em apenas 1500 cópias, que foram feitas para os fãs com o material que só fora gravado nas demos. Eles continuaram a tour e este EP foi vendido nos shows.
O segundo álbum de Switchblade Symphony, Bread And Jam For Frances foi lançado em setembro de 1997, só que dessa vez com um som mais experimental, uma mistura de Trip Hop e Drum n' Bass. Muito elogiada pela imprensa.
Trabalhando no terceiro álbum deles, em 1998, o legendário cantor Gary Numan pediu que abrissem um Tour dele de três meses. Por esta razão o álbum The Three Calamities somente foi lançado em 1999, com as novas mudanças no som, já que era tempo de som mais "Atmosférico" (Atmospheric). 
Em finais de 1999, no mês de Novembro, a carreira efêmera da banda chega ao fim e os músicos decidem seguir projetos solo. Tina Root com seu próprio projeto Tré Lux, Susan Wallace se tornou uma massagista profissional e George Earth com a banda Candymachine88. George e Tina colaboraram em algumas músicas, incluindo a faixa 'Mr. Self Destruct' no álbum Tribute to Nine Inch Nails.
As últimas notícias da Banda (Até este momento) é uma coleção lançada em 2001 e o DVD ao vivo lançado em 2003.

## Discografia
Álbuns completos e EP’s
- Fable, 1991 (esgotado)
- Serpentine Gallery, 1995
- Scrapbook, 1997
- Bread and Jam for Frances, 1997
- The Three Calamities, 1999
- Sinister Nostalgia, 2001 (remixes)
- Sweet Little Witches, 2003 (ao vivo e vídeos)
- Serpentine Gallery Deluxe, 2005

Singles
- Clown, 1996
- Drool, 1997
- Into the Sky, 1999

Outros
- Elegy, 1992 (cassete demo, esgotada)

Compilações
- 1995 - Gothic Rock Volume 2: 80's Into 90's